# Райнер Австрийский
Райнер Австрийский (нем. Rainer, Erzherzog von Österreich), при рождении Райнер Карл Леопольд Бланка Антон Маргрете Беатрис Петер Жозеф Рафаэль Микаэль Игнат Стефан Габсбург-Лотарингский (нем. Reiner Carl Leopold Anton Blanca Margrethe Beatrice Peter Joseph Raphael Michael Ignat Stephan von Habsburg-Lothringen; 21 ноября 1895, Загреб — 25 мая 1930, Вена) — австрийский эрцгерцог из Тосканской ветви династии Габсбургов.

## Биография
Эрцгерцог Райнер родился 21 ноября 1895 года в Загребе, где служил его отец австрийский эрцгерцог Леопольд Сальватор из Тосканской ветви Габсбургов. Матерью Райнера была испанская инфанта Бланка, дочь карлинистического претендента на трон Испании дона Карлоса Младшего де Бурбона. Райнер стал первым сыном в семье и четвертым ребенком. В семье уже были дочери Долорес, Иммакулата и Маргарет. Всего в семье родилось десять детей. При рождении ему было дано имя Райнер Карл Леопольд Бланка Антон Маргрете Беатрис Петер Жозеф Рафаэль Микаэль Игнат Стефан фон Габсбург-Лотарингский с титулом «Его Императорское и Королевское Высочество эрцгерцог Австрийский, принц Венгерский, принц Богемский, принц Тосканский».

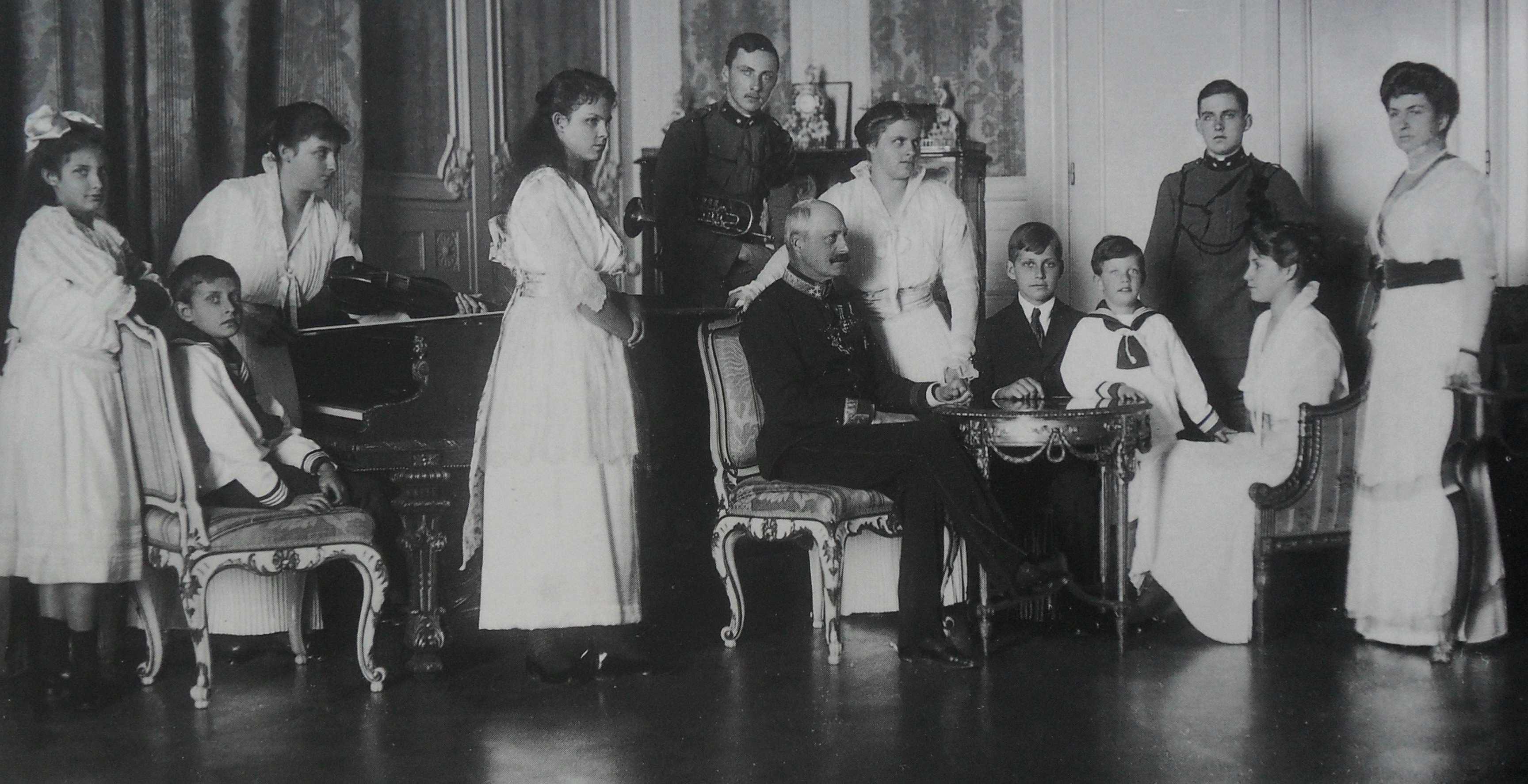
Семья эрцгерцога Райнера.

Семья Райнера была очень богатой. Они владели двумя дворцами под Веной: Тосканским дворцом и Вильгельминенбергом. Лето обычно проводили в Италии, где их матери принадлежала вилла в Виареджо. Он получил хорошее образование. Мать была главой их семьи, обладая властным характером, отец был военным и изобретателем, создавшим несколько военных изобретений. Предки со стороны отца правили в Австрии, Тоскане и Королевстве обеих Сицилий, со стороны матери — в Испании, Франции и герцогстве Парма.
Во время Первой мировой войны Райнер, как и его младший брат Леопольд служил лейтенантом артиллерии в австрийской армии. С 1917 года был членом палаты господ Рейхсрата Цислейтании. После падения австрийской монархии, Райнер вместе с братом Леопольдом отказались от претензий на австрийский престол, чтобы остаться жить в Австрии, и приняли республиканское правительство. Вся остальная семья, родители, братья и сестры, уехали в Испанию, где поселились в Барселоне.
После этого он стал использовать имя Райнер фон Габсбург. Проживал в бывшей резиденции родителей, Тосканском дворце, взяв вместе с братом в аренду несколько помещений. Ему также принадлежало имущество в Загребе, Галиции и Хернштайне.
В мае 1921 года выступал в Хернштайне с протестами. В августе 1921 года был арестован под Любляной по обвинению в подделке паспорта. 
6 апреля 1922 года Райнер вместе с отцом присутствовали в Соборе Святого Стефана в Вене, где проходила поминальная служба по умершему императору Карлу I. По словам очевидцев, они прошли от церкви к зданию парламента с плакатами «Долой республику» и требовали, чтобы правительство приспустило флаги из-за кончины бывшего императора.
В 1930 году Райнер умер в больнице Виднер, Вена из-за заражения крови. Ему было 35 лет. Он умер первым из всех своих братьев и сестер. Его похоронили в императорском склепе в Вене. Райнер стал первым членом императорской семьи, который был захоронен там с момента кончины императора Франца Иосифа в 1916 году. Среди присутствующих на похоронах были его родители, дядя эрцгерцог Франц Сальватор с сыновьями Губертом и Клементом, инфант Альфонсо Карлос, герцог Сен-Хайме с супругой Марией даш Невеш Португальской и Игнац Зейпель, бывший канцлер.
Женат не был. Детей не имел.
В 1962 году саркофаг Райнера был перенесен в Новый Крипт, где он покоится рядом с гробом отца.